# كريستوفر إكليستون
كريستوفر إكليستون (بالإنجليزية: Christopher Eccleston)‏ هو ممثل تعبيري ومستكشف وممثل بريطاني، ولد في 16 فبراير 1964 في المملكة المتحدة.

## أعمال

### أفلام
- (1996) جود
- (1998) إليزابيث[8]
- (2001) الآخرون[9]
- (2002) بعد 28 يوما
- (2009) أميليا[10]
- (2009) جي. آي. جو: ظهور الكوبرا[11][12]
- (2013)  العالم المظلم[13][14][15]

### مسلسلات
- الباقون
- دكتور هو

## وصلات خارجية
- كريستوفر إليكستون على موقع IMDb (الإنجليزية)
- كريستوفر إليكستون على موقع ألو سيني (الفرنسية)
- كريستوفر إليكستون على موقع ميوزك برينز (الإنجليزية)
- كريستوفر إليكستون على موقع تيرنر كلاسيك موفيز (الإنجليزية)
- كريستوفر إليكستون على موقع أول موفي (الإنجليزية)
- كريستوفر إليكستون على موقع قاعدة بيانات الأفلام السويدية (السويدية)
- كريستوفر إليكستون على موقع إن إن دي بي (الإنجليزية)
- كريستوفر إليكستون على موقع ديسكوغز (الإنجليزية)
- كريستوفر إليكستون على موقع قاعدة بيانات الفيلم (الإنجليزية)
- كريستوفر إليكستون على موقع كينوبويسك (الروسية)